# Leonora Carrington
Leonora Carrington (ur. 6 kwietnia 1917, zm. 25 maja 2011) – surrealistyczna malarka i pisarka pochodzenia brytyjskiego, która większość życia spędziła w Meksyku.

## Dzieciństwo
Urodziła się w rodzinie brytyjskich przemysłowców. Matka była Irlandką, małą Leonorą opiekowała się też irlandzka niania, która opowiadała jej celtyckie baśnie i legendy. Od dzieciństwa znana była z krnąbrności i buntowniczości. Wielokrotnie wydalano ją z katolickich szkół, a matka przepowiadała jej, że zostanie czarownicą.

## Lata młodzieńcze
Studiowała malarstwo we Florencji i Londynie. Tam też w 1937 poznała Maxa Ernsta, z którym żyła w burzliwym związku. Była skandalistką, potrafiącą w eleganckiej restauracji posmarować sobie stopy musztardą czy nagle „zgubić” ubranie w trakcie balu. Wówczas zaczęła także przyrządzać nietypowe potrawy, takie jak chociażby omlet z włosami, które w nocy obcinała śpiącym gościom i następnie serwowała im je na śniadanie.
Razem z Ernstem przeprowadzili się do Paryża a następnie na południe Francji, gdzie zastał ich wybuch II wojny światowej. Ernsta, jako obywatela Niemiec aresztowano, a Carrington udała się z przyjaciółmi do Hiszpanii. Tam została hospitalizowana w szpitalu psychiatrycznym w Santanderze. Doświadczenia popadania w obłęd opisała następnie w książce Na dole. Następnie uciekła do Lizbony, gdzie znalazła schronienie w konsulacie meksykańskim. Tam też poślubiła meksykańskiego dyplomatę, Renato Leduca, który był przyjacielem Pabla Picassa.

## Pobyt w Meksyku
W roku 1943 przybyła do Meksyku. Rozstała się z Ledukiem i poślubiła węgierskiego fotografa Emerico Weisza. Lokalny światek artystyczny zgromadzony wokół Fridy Kahlo nie akceptował jej.
Spotkała tam Remedios Varo, hiszpańską surrealistkę, która, podobnie jak ona, uciekła z Europy przed zawieruchą wojenną. Stały się bratnimi duszami, o podobnych zainteresowaniach – astrologią, zen, reinkarnacją. Jej pobyt w Meksyku to malowanie, pisanie (powieść Trąbka do słuchania) oraz gotowanie. Wspólnie z Remedios Varo opracowywały iście surrealistyczne przepisy kulinarne, które miały wywoływać erotyczne sny czy też prowokować sny o zostaniu królem Anglii. W latach 70. XX wieku stała się meksykańskim symbolem feminizmu, projektują plakat przedstawiający Ewę zwracającą jabłko.
Leonora Carrington jest autorką książek:
- La Maison de la Peur (1938) – z ilustracjami Maxa Ernsta
- Une chemise de nuit de flanelle (1951)
- El Mundo Magico de Los Mayas (1964) – ilustrowana własnoręcznie
- The Oval Lady: Surreal Stories (1975)
- The Hearing Trumpet (Trąbka do słuchania) (1976), tłum. polskie Maryna Ochab, wyd. 1998
- The Stone Door (1977)
- The Seventh Horse and Other Tales (1988), wyd. pol. Siódmy koń. Opowiadania zebrane, tł.: Michał Kłobukowski, Maryna Ochab